# Le Champion du régiment
Pour plus de détails, voir Fiche technique et Distribution.
Le Champion du régiment est un film français réalisé par Henry Wulschleger, sorti en 1932.

## Fiche technique
- Titre : Le Champion du régiment
- Réalisation : Henry Wulschleger
- Scénario : Henri Wulschleger, d'après la pièce de Félix Celval, Fernand Beissier et Jacques Bousquet
- Photographie : René Guichard et Maurice Guillemin
- Décors : Robert-Jules Garnier
- Son : Louis Kieffer
- Musique : Raymond Berner, Casimir Oberfeld et Géo Sundy
- Production : Les Films Alex Nalpas
- Pays de production :  France
- Format :  Noir et blanc - 35 mm - Son mono
- Genre : Comédie
- Durée : 96 minutes
- Date de sortie : France - 9 septembre 1932

## Distribution
- Bach : l'abbé Sourire
- Josette Day : Josette
- Charles Montel : Piganol
- Georges Tréville : baron de Villateneuse
- Georges Rigaud : André de Villetaneuse
- Janine Merrey : Lulu
- Georges Péclet : Bombardier Raid
- Marthe Mussine : Rosette
- Germaine Charley : la baronne de Villetaneuse
- Raymond Aimos : le caporal Tiroir
- Charles Barrois : le capitaine
- Albert Broquin : le caporal Torche
- Jacques Henley : le colonel
- Georges Despaux : l'adjudant
- Odette Josylla : la midinette
- Paulette Dubost